# GVAC
GVAC is een atletiekvereniging uit Veldhoven. Deze werd op 23 november 1961 opgericht onder de naam Groot Veldhovense Atletiek Club.

## Historie
Sinds 1982 beschikt de vereniging over een 6-laans kunststof accommodatie aan De Korze in Veldhoven. De vereniging verhuisde in 2007 naar de KempenCampus omdat aan De Korze bouwplannen voor woningen waren. De club is aangesloten bij de Atletiekunie en ligt in atletiekregio 14, De Kempen. De club heeft momenteel ongeveer 700 leden. In het verleden waren de clubkleuren van GVAC blauw en wit. Echter zijn de clubkleuren na een logowijziging in groen en geel veranderd.